# RS오토메이션
RS오토메이션 주식회사(영어: RS Automation)는 로봇제어사업과 에너지제어사업을 하는 대한민국의 기업이다. 엔비디아의 아이작 로봇 공학 플랫폼 파트너사인 로크웰오토메이션의 협력사로서 로봇모션제어기를 공급한다

## 연혁
- 2009.12 법인설립 (알에스오토메이션주식회사) (최대주주 및 대표이사: 강덕현)
- 2009.12 로크웰오토메이션코리아로부터 컴포넌트제어기 사업부문 인수 계약 체결
- 2010.02 기업 부설연구소 등록 (한국산업기술진흥협회)
- 2010.03 벤처기업인증 (확인유형: 기술평가보증기업, 확인기관: 기술보증기금)
- 2010.04 삼성전자와 4세대 LCD물류로봇제어기 공동개발 착수
- 2010.05 알에스오토메이션 신사옥 착공 (경기도 평택시 진위면 진위산업단지내)
- 2010.07 삼성테크윈과 칩마운터용 헤드앰프셋 공동개발 착수
- 2010.09 신사옥 이전 (경기도 평택시 진위면 진위산업단지 내)
- 2010.10 정보통신응용기술개발지원사업 협약(산업용 임베디드 네트워크 자동화 제어기 (X8 PAC) 개발)
- 2010.11 47회 무역의날 오백만불 수출의 탑 수상
- 2010.12 지경부 응용기술개발 지원대상사업자 선정 (자동화제어기 X8 PAC 개발)
- 2011.04 우리사주조합 설립
- 2011.06 산업원천기술개발사업 참여기관 협약(VOR기반 비전Tracking 시스템 구동 모듈 개발)
- 2011.06 산업원천기술개발사업 주관기관 협약(로봇 액추에이터용 21bit급 회전각센서 SoC 및 모듈 개발)
- 2011.08 지식경제부 지정 부품소재전문기업 선정
- 2012.11 48회 무역의날 이천만불 수출의 탑 수상
- 2013.03 (국내특허등록) 엔코더 관련 총 16건 등록 (기간:  2013.03~2016.03)
- 2013.05 경기도 전자무역 프론티어기업선정(경기도지사)
- 2013.06 산업통상부 우수기술연구센터 지정(제2013-20호)
- 2013.06 우수기술연구센터 사업 국책과제 주관기관 협약(안전기능을 가진 무튜닝 고성능 서보 시스템 시리즈 개발)
- 2013.10 경기도 유망중소기업 선정(~2018.10)
- 2014.04 글로벌 강소기업 육성사업 참여기업선정(중소기업청장)
- 2014.05 로봇 엑추에이터용 21bit급 회전각센서 Soc 및 모듈개발완료
- 2014.08 산업핵심기술개발 사업 국책과제 주관기관 협약 (고속 실시간 제어를 위한 20Khz급 제어주기 및 이식성을 가지는 유연구조의 개방형 소프트웨어 로봇 제어기 기술개발)
- 2014.09 ISO 14001:2004, KS I ISO14001:2009 인증(~2017.11.5)
- 2015.01 부품소재 전문기업 확인(~2018.01.19)
- 2015.05 (국내특허등록) 서보 드라이브 및 로봇제어 관련 총 8건 등록(2015.05 ~ 2017.02)
- 2015.06 산업핵심기술개발 사업 국책과제 참여기관 협약 (50nm급 고정밀 이송 및 4대 이상의 다중 로봇 통합 운용을 위한 네트웍 기반 고속 다중 다축 제어기 기술개발)
- 2015.12 산업통상자원부장관 표창
- 2016.03 (특허등록) 광학인코더 (제10-1604446)
- 2016.02 기술혁신형 중소기업(INNO-BIZ)확인(중소기업청, ~2019.2.21)
- 2016.06 (미국특허등록) US 9,372,100 : DIGITAL OPTO-ELECTRIC PULSE APPLICATION METHOD FOR CORRECTING BIT ERROR OF VERNIER-TYPE OPTICAL ENCODER
- 2016.11 2016년 대한민국 기술대상(산업통상자원부장관)
- 2016.11 마이스터고 일류화협력상-우수기술인력양성 (산업통상자원부장관)
- 2017.01 (미국특허등록) US 9,541,908 : Servo motor controller and control method therefor
- 2017.02 (특허등록) 복수개의 고정 노치 필터를 이용한 서보 시스템의 공진 감지 및 억제 장치 및 그 방법 (제10-1708739)
- 2017.04 제2공장 준공
- 2017.04 월드클래스 300 프로젝트 및 글로벌전문기업 육성프로그램 선정
- 2017.08 한국거래소 코스닥시장 신규상장
- 2019.07 중국합자법인설립(Ningbo RS Automation) 자본금 510만 RMB
- 2019.10 2019년 대한민국 로봇대상(대통령표창, 강덕현대표) 제220348호
- 2019.10 2019 로보월드 Awards(한국로봇산업협회) ;22bit급 고분해능 광학식엔코더
- 2019.12 소재부품장비 강소기업 100 선정(중소벤처기업부)
- 2020.11 미국법인설립(RS Automation USA LLC)
- 2023.07 IEC 62443 국제사이버보안 인증획득(~2026.05) TUV SUD

## 생산제품
- 로봇모션제어

1. 서보드라이브, MMC(멀티모션컨트롤러), 서보 모터, 고정밀 엔코더
2. PLC (프로그램어블로직컨트롤러), DIO (분산 I/O) 및 산업용 네트워크 제품, 터치 판넬

- 에너지제어

1. PCS : 태양광, 연료전지, 해수용 PCS : 100kW ~ 3MW 제품군
2. UPS : 소용량(750W)~대용량(1.6MW) 제품군